# 多田等観

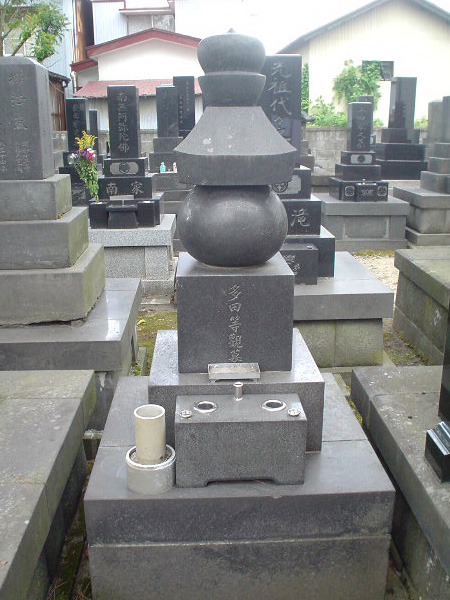
西船寺境内にある多田等観の墓

多田 等観（ただ とうかん、1890年（明治23年）7月1日 - 1967年（昭和42年）2月18日）は、日本の僧侶、仏教学者。明治末から大正にかけてチベットに入り、チベット仏教を修行。日本への帰国に際して多数の仏典、文献を持ち帰り、斯界の学識経験者として活躍した。

## 経歴

### 出生からチベット僧との出会い
南秋田郡土崎港町旭町（現在の秋田市土崎港）の西船寺の住職の3男として生まれる。家庭が6男2女の子だくさんであまり豊かではなかったため、小学校卒業時から檀家回りをして家計を助ける。秋田県立秋田中学校（現在の秋田県立秋田高等学校）卒業後、勉学のため京都にのぼり西本願寺に入籍、法要を手伝うようになる。第二十二世法主の大谷光瑞にその才覚を認められ、ダライ・ラマ13世が派遣したチベットの高僧ら留学生3人の世話役と日本語教師を任される。等観はその過程でチベット語を習得してしまうが、逆に3人には完璧な秋田弁を仕込んでしまったため日本語教師の役を外されてしまう。

### インドを経てチベットへ
1911年（明治44年）に中国で辛亥革命が勃発。ダライ・ラマ13世は留学生に一時帰国するように暗号文で連絡を寄せる。等観はすでに彼と親密であった留学生に請われて彼らのインド行きに同行することになる。そしてインドにてダライ・ラマ13世に謁見。その場で「トゥプテン・ゲンツェン」という名前を授かり、ラサにくるようにと要請を受ける。1年のインド滞在の後、等観はイギリス官憲の監視の目を逃れるため変装してインドを出発。ヒマラヤ山脈を越える過酷な道程を、高山病に苦しみながらもほぼ裸足で走破し、1ヶ月でラサに到着する。

### チベットでの修行
ラサ到着直後に、ダライ・ラマ13世は等観に、正式なチベット仏教の修行を受けるよう命じ、その身をチベット三大寺院のうちのひとつのセラ寺に預ける。同時に13世は等観に国際情勢の説明役の地位も与え、ポタラ宮などの主要宮殿への出入りを許可する。

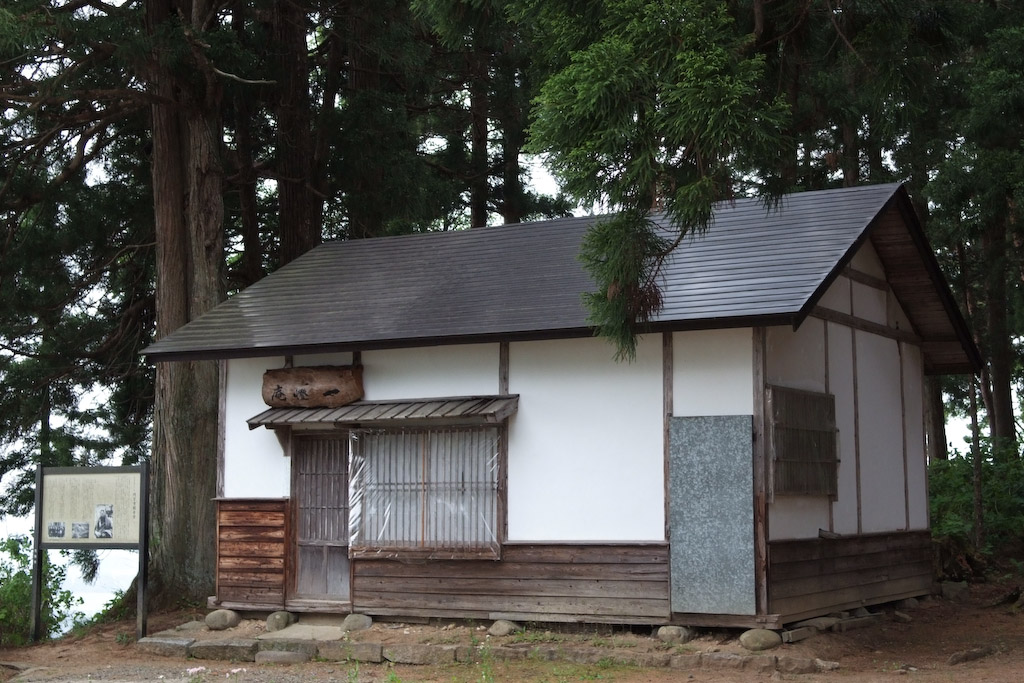
一燈庵。1945年に岩手県花巻市の光徳寺に疎開した多田等観が、その後1947年から1951年まで円万寺観音堂境内の一燈庵に移り住んだ。

等観は13世の寵愛を受け、異例の好待遇のもとで修行を続けるが、途中、日本での後見者の大谷光瑞が失脚。等観への送金は不安定になり生活に窮するものの、生家の西船寺から送られた金襴などで何とか糊口をしのぐ。そしておよそ10年の修行ののち、名残惜しむ13世を背に、修行で得たゲシェー（博士）の学位と、門外不出のデルゲ版のチベット大蔵経全巻や、薬草、医学に関する秘蔵書や稀覯本など、13世が集めさせた24,000部余りの文献とともに日本に帰国する。

### 帰国後
1923年（大正12年）3月帰国。翌1924年（大正13年）に東京帝国大学嘱託を経た後、1925年（大正14年）8月、東北帝国大学法文学部に着任する。旧制中学卒という学歴の無さから周囲の無理解に絶えず苦しめられながらも、講義の傍ら、デルゲ版大蔵経と、蔵外文献の整理に当る。そして1934年（昭和9年）「西蔵大蔵経総目録」を刊行。そして太平洋戦争と、アメリカでのアジア文化研究所に招聘された期間の中断を挟み、1953年（昭和28年）に大蔵経以外の文献の目録「西蔵撰述仏典目録」を刊行。この業績により等観は1955年（昭和30年）、共同で編纂にあたった学生らとともに日本学士院賞を受賞する。1956年（昭和31年）、財団法人東洋文庫に迎えられ、ロックフェラー財団の支援のもと設立されたチベット学研究センターの主任研究員となり、その後は亡くなるまで後進の育成にあたった。

## 著書

### 単著
- 『西蔵の資源と邦品進出の可能性』（冊子）東京商工会議所〈商工資料 第15号〉、1935年2月。
- 『チベット』岩波書店〈岩波新書 赤版〉、1942年4月。NDLJP:1044007。復刊2008年7月。ISBN 978-4004000280
  - 『チベット』（単行判）岩波書店〈岩波新書 特装版〉、1982年3月。
- 牧野文子 編『チベット滞在記』白水社、1984年4月。ISBN 9784560029985。
  - 牧野文子 編『チベット滞在記 新装版』白水社、1999年2月。ISBN 9784560030349。
  - 牧野文子 編『チベット滞在記』講談社〈講談社学術文庫〉、2009年5月。ISBN 9784062919463。
- 『多田等観全文集 チベット仏教と文化』今枝由郎監修・編集、白水社、2007年9月。

### 編集
- 『西蔵仏画釈尊伝』チベット文化宣揚会、1958年2月。

## 参考図書
- 『多田等観―チベット大蔵経にかけた生涯』 多田明子・山口瑞鳳編、春秋社、2005年 ISBN 4393199014
- 高本康子 『チベット学問僧として生きた日本人―多田等観の生涯』芙蓉書房出版、2012年 ISBN 4829505508
- 江本嘉伸 『西蔵漂泊―チベットに魅せられた十人の日本人』 山と溪谷社（上下）、1993-94年 ISBN 4635280233・ISBN 4635280241
  - 『新編 西蔵漂泊　チベットに潜入した十人の日本人』山と溪谷社〈ヤマケイ文庫〉、2017年3月 ISBN 4635047997
- 『チベットと日本の百年　十人は、なぜチベットをめざしたか』 日本人チベット行百年記念フォーラム実行委員会編、新宿書房、2003年 ISBN 4880082821
- 佐藤伝 『祖父・多田等観が語った チベット密教命がホッとする生き方』サンマーク出版、2020年 ISBN 4763137840